# Melrose (Terre-Neuve-et-Labrador)
Melrose est une localité canadienne située sur l'île de Terre-Neuve dans la province de Terre-Neuve-et-Labrador. Elle est traversée par la route 230.